# Marcelo Arévalo
Marcelo Arévalo (Sonsonate, 17 de octubre de 1990) es un tenista salvadoreño que actualmente ocupa el puesto número 1 del ranking mundial del ATP en dobles.
Su especialidad es el dobles, donde actualmente es n.º 1 del ranking mundial junto a su pareja de dobles Mate Pavić; además de haber logrado los títulos de Grand Slam Roland Garros 2022 y 2024, anteriormente disputó una final del US Open en dobles mixto. Su ranking más alto a nivel individual es el puesto n.º 139, alcanzado el 2 de julio de 2018. 
Es la raqueta n.º 1 de El Salvador y participa en el Equipo de Copa Davis de El Salvador. Su hermano Rafael también es tenista profesional aunque con menor éxito.

## Carrera

### 2018: Primer título ATP, debut entre los 50 mejores
Como profesional, irrumpió en el top 100 del ranking de dobles en febrero de 2018. Ganó su primer título ATP seis meses después en el Torneo de Los Cabos 2018, una victoria que lo impulsó al top 50.

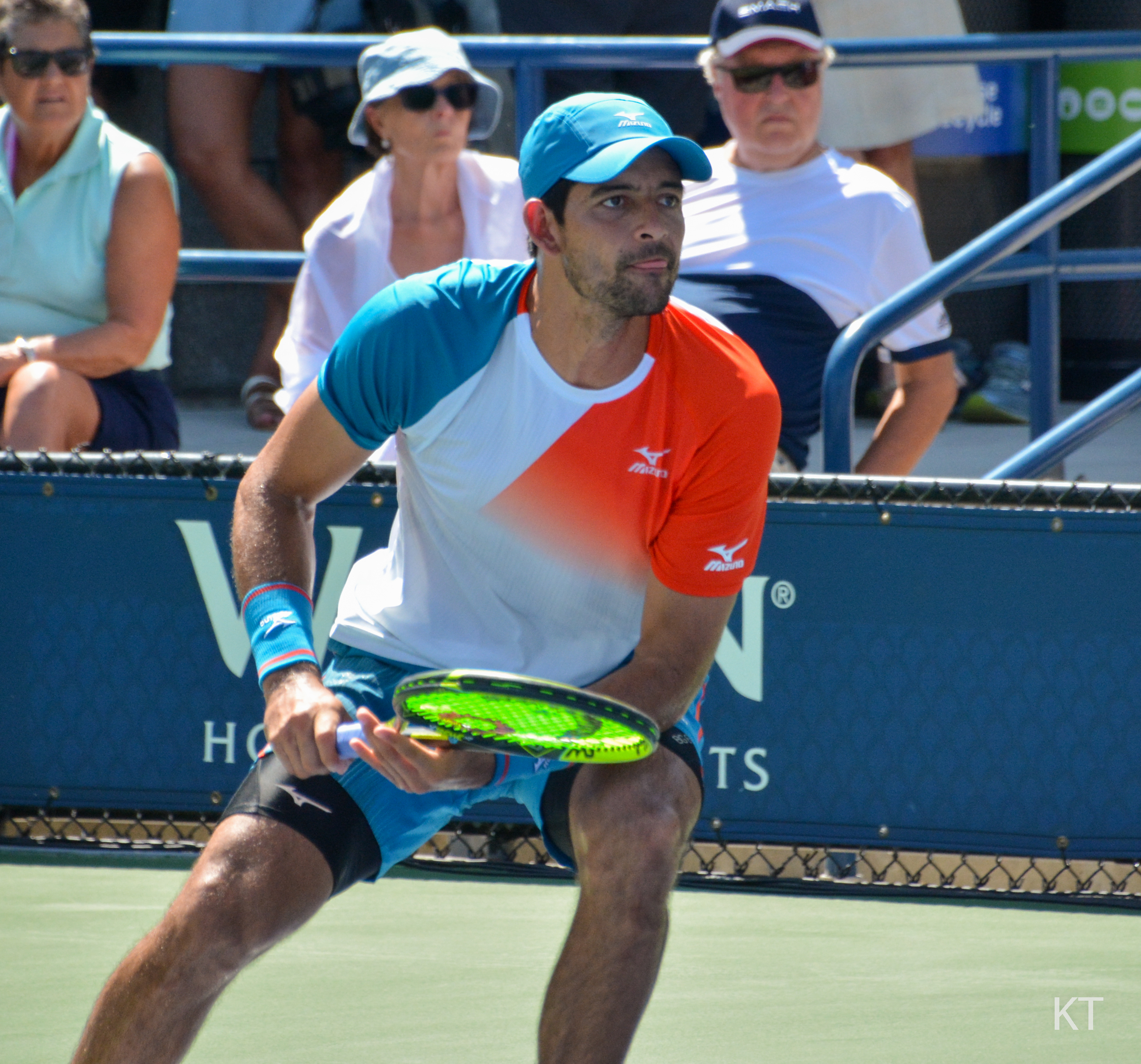
Arevalo en 2018.

### 2021: Segundo título de su carrera, primera final de dobles mixtos de Grand Slam
2021 fue el año más exitoso en la gira ATP en la carrera profesional de dobles de Arévalo. A fines de marzo, alcanzó los cuartos de final en el Masters Miami 2021 con Horia Tecău derrotando a la pareja cabeza de serie Farah/Cabal.
Junto a su compañero holandés Matwé Middelkoop, la pareja alcanzó los cuartos de final del Abierto de Australia (su segundo consecutivo) y las semifinales del Masters de Roma como suplentes, derrotando a los favoritos locales Fabio Fognini y Lorenzo Musetti en los octavos de final  y a la séptima cabeza de serie, la pareja holandesa Koolhof/Rojer, en los cuartos de final. Como resultado, regresó al top 50 en el ranking de dobles en un ranking más alto de su carrera, el No. 42 del mundo, el 17 de mayo de 2021.
De nuevo como pareja suplente de Fabio Fognini, Arévalo alcanzó las semifinales del Masters de Cincinnati, donde fueron derrotados por la pareja cabeza de serie nº 2 Zeballos/Granollers. Como resultado, alcanzó un nuevo récord personal en el ranking mundial, el nº 39, el 23 de agosto de 2021.
En el Torneo de Winston-Salem, Arévalo ganó el título junto a Matwé Middelkoop al derrotar a Ivan Dodig y Austin Krajicek en la final. Este fue su primer título en más de tres años y el segundo de su carrera. Como resultado, alcanzó un nuevo récord personal en el ranking mundial, el n.° 36, el 30 de agosto de 2021.
En el Abierto de Estados Unidos 2021, tras una derrota en la primera ronda en el cuadro de dobles masculino, Arévalo formó pareja con Giuliana Olmos en el cuadro de dobles mixtos y llegó a la final al derrotar a los cabezas de serie Nicole Melichar-Martinez e Ivan Dodig en el camino. Perdieron ante la segunda pareja cabeza de serie Desirae Krawczyk y Joe Salisbury en sets seguidos. Arévalo se convirtió en el primer jugador de El Salvador en llegar a una final de Grand Slam. 

### 2022-23: Títulos históricos de dobles en torneos Major y Masters, n.º 5 del mundo
Después de terminar 2021 con Middelkoop, Arévalo se unió a Jean-Julien Rojer para una nueva asociación de dobles para la temporada 2022. Arévalo llegó al top 30 el 17 de enero de 2022. Sin ganar ningún título durante la gira australiana, avanzaron al Torneo de Dallas inaugural en febrero como los principales favoritos, donde aseguraron su primer título juntos como equipo sin perder un set después de derrotar a Lloyd Glasspool y Harri Heliövaara en la final. La pareja mantuvo su impulso hasta la semana siguiente como los principales favoritos en el Torneo de Delray Beach y sellaron su segundo título consecutivo juntos, habiendo perdido solo un set en el partido por el campeonato ante Aleksandr Nedovyesov y Aisam-ul-Haq Qureshi.

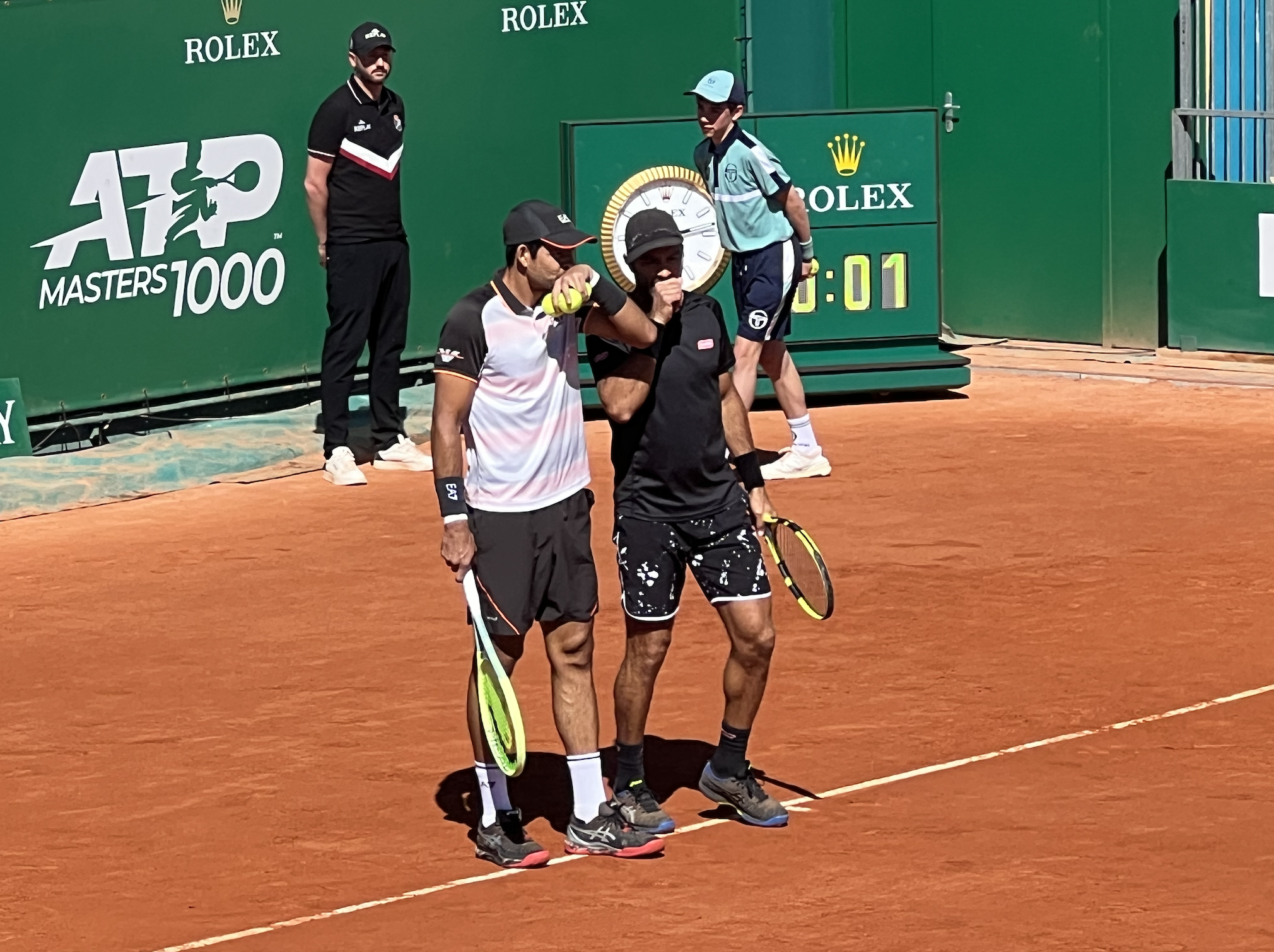
Arevalo durante el Masters de Monte Carlo 2023.

Arévalo llegó al top 25 el 21 de febrero de 2022. Su racha ganadora se extendió una semana más al alcanzar su tercera final consecutiva y la más grande como equipo hasta el momento, el ATP 500 en Acapulco, pero fueron detenidos en sets seguidos por Feliciano López y Stefanos Tsitsipas.  Aunque el equipo comenzó su gira europea de arcilla con fuerza al llegar a las semifinales en Montecarlo y Barcelona,  no llegaron a una final.
En el Torneo de Roland Garros 2022, duodécimo cabeza de serie, Arévalo y Roger llegaron a su primer partido por el campeonato de Grand Slam juntos para competir por su primer título importante como equipo, derrotando a los cabezas de serie número 16 Rohan Bopanna y Matwé Middelkoop, también semifinalistas por primera vez. En la final, se enfrentaron a Ivan Dodig y Austin Krajicek, quienes, después de ganar el primer set en un tiebreak, tuvieron tres puntos de campeonato con el servicio de Rojer en el segundo set. Pero después de que Arévalo y Rojer salvarán esos puntos decisivos y cerrarán el segundo set en otro tie break, pasaron a convertir su primera oportunidad de punto de quiebre en el tercer set y continuaron manteniendo el servicio para sellar el partido para su tercera victoria de la temporada. La primera victoria de Arévalo en un Grand Slam lo convirtió en el primer jugador de América Central en convertirse en campeón de un major de dobles masculino.
 Como resultado, pasó al top 10 del ranking el 13 de junio de 2022. La pareja ganó su cuarto título como equipo en el Torneo de Estocolmo 2022. Alcanzó un nuevo récord personal como No. 5 del mundo el 14 de noviembre de 2022.
En el Masters de Canadá 2023, Arévalo y Roger ganaron su séptimo título juntos y su primer Masters 1000 al derrotar a Rajeev Ram y Joe Salisbury.

### 2024: Título consecutivo del Abierto de Francia, subcampeón de las Finales ATP, n.º 1 del mundo
Con su nuevo compañero Mate Pavić, Arévalo derrotó a los italianos Simone Bolelli y Andrea Vavassori en la final por 7-5, 6-3 para ganar el título en el Torneo de Roland Garros 2024. Fue el segundo título importante de dobles masculino de Arévalo y el cuarto de Pavić.
En el Masters de Cincinnati de 2024 ganó su segundo título de Masters junto a Mate Pavić, derrotando a la pareja local Alex Michelsen y Mackenzie McDonald. El 28 de agosto de 2024, Arévalo y Pavic se convirtieron en la primera pareja de dobles en clasificarse para las  ATP Finals 2024. 
El 11 de noviembre de 2024, se convirtió en el jugador número uno del mundo en dobles junto con su compañero Mate Pavić.  El dúo también se aseguró el puesto número uno del ranking ATP de dobles de fin de año.  Llegaron a la final con una derrota en sets seguidos sobre Harri Heliovaara y Henry Patten. Perdieron ante el dúo alemán Kevin Krawietz y Tim Pütz en la final. 

## Torneos de Grand Slam

### Dobles

#### Campeón (2)
| Año  | Torneo        | Pareja            | Oponentes en la final           | Resultado           |
| 2022 | Roland Garros | Jean-Julien Rojer | Ivan Dodig Austin Krajicek      | 6-7(4), 7-6(5), 6-3 |
| 2024 | Roland Garros | Mate Pavić        | Simone Bolelli Andrea Vavassori | 7-5, 6-3            |

### Dobles mixto

#### Finalista (2)
| Año  | Torneo             | Pareja         | Oponentes en la final          | Resultado |
| 2021 | Abierto de EE. UU. | Giuliana Olmos | Desirae Krawczyk Joe Salisbury | 5-7, 2-6  |
| 2025 | Roland Garros      | Shuai Zhang    | Sara Errani Andrea Vavassori   | 4-6, 2-6  |

## Títulos ATP (16; 0+16)

### Dobles (16)
| Leyenda                         |
| Grand Slam (2)                  |
| ATP Wourld Tour Finals (0)      |
| ATP Masters 1000 World Tour (5) |
| ATP World Tour 500 series (0)   |
| ATP World Tour 250 series (9)   |

| N.º | Fecha                 | Torneo        | Superficie    | Pareja                    | Oponentes en la final                     | Resultado            |
| --- | --------------------- | ------------- | ------------- | ------------------------- | ----------------------------------------- | -------------------- |
| 1.  | 4 de agosto de 2018   | Los Cabos     | Dura          | Miguel Ángel Reyes Varela | Taylor Fritz Thanasi Kokkinakis           | 6-4, 6-4             |
| 2.  | 27 de agosto de 2021  | Winston-Salem | Dura          | Matwé Middelkoop          | Ivan Dodig Austin Krajicek                | 6-7(5), 7-5, [10-6]  |
| 3.  | 13 de febrero de 2022 | Dallas        | Dura (i)      | Jean-Julien Rojer         | Lloyd Glasspool Harri Heliövaara          | 7-6(4), 6-4          |
| 4.  | 20 de febrero de 2022 | Delray Beach  | Dura          | Jean-Julien Rojer         | Aleksandr Nedovyesov Aisam-ul-Haq Qureshi | 6-2, 6-7(5), [10-4]  |
| 5.  | 4 de junio de 2022    | Roland Garros | Tierra batida | Jean-Julien Rojer         | Ivan Dodig Austin Krajicek                | 6-7(4), 7-6(5), 6-3  |
| 6.  | 23 de octubre de 2022 | Estocolmo     | Dura (i)      | Jean-Julien Rojer         | Lloyd Glasspool Harri Heliövaara          | 6-3, 6-3             |
| 7.  | 14 de enero de 2023   | Adelaida II   | Dura          | Jean-Julien Rojer         | Ivan Dodig Austin Krajicek                | w/o                  |
| 8.  | 19 de febrero de 2023 | Delray Beach  | Dura          | Jean-Julien Rojer         | Rinky Hijikata Reese Stalder              | 6-3, 6-4             |
| 9.  | 13 de agosto de 2023  | Toronto       | Dura          | Jean-Julien Rojer         | Rajeev Ram Joe Salisbury                  | 6-3, 6-1             |
| 10. | 7 de enero de 2024    | Hong Kong     | Dura          | Mate Pavić                | Sander Gillé Joran Vliegen                | 7-6(3), 6-4          |
| 11. | 25 de mayo de 2024    | Ginebra       | Tierra batida | Mate Pavić                | Lloyd Glasspool Jean-Julien Rojer         | 7-6(2), 7-5          |
| 12. | 8 de junio de 2024    | Roland Garros | Tierra batida | Mate Pavić                | Simone Bolelli Andrea Vavassori           | 7-5, 6-3             |
| 13. | 19 de agosto de 2024  | Cincinnati    | Dura          | Mate Pavić                | Mackenzie McDonald Alex Michelsen         | 6-2, 6-4             |
| 14. | 15 de marzo de 2025   | Indian Wells  | Dura          | Mate Pavić                | Sebastian Korda Jordan Thompson           | 6-3, 6-4             |
| 15. | 29 de marzo de 2025   | Miami         | Dura          | Mate Pavić                | Julian Cash Lloyd Glasspool               | 7-6(3), 6-3          |
| 16. | 18 de mayo de 2025    | Roma          | Tierra batida | Mate Pavić                | Sadio Doumbia Fabien Reboul               | 6-4, 6-7(6), [13-11] |

#### Finalista (7)
| N.º | Fecha                   | Torneo                | Superficie    | Pareja                    | Oponentes en la final                  | Resultado             |
| --- | ----------------------- | --------------------- | ------------- | ------------------------- | -------------------------------------- | --------------------- |
| 1.  | 21 de julio de 2018     | Newport               | Hierba        | Miguel Ángel Reyes Varela | Jonathan Erlich Artem Sitak            | 1-6, 2-6              |
| 2.  | 21 de julio de 2019     | Newport               | Hierba        | Miguel Ángel Reyes Varela | Marcel Granollers Sergiy Stakhovsky    | 7-6(10), 4-6, [11-13] |
| 3.  | 29 de febrero de 2020   | Santiago              | Tierra batida | Jonny O'Mara              | Roberto Carballés Alejandro Davidovich | 6-7(3), 1-6           |
| 4.  | 26 de febrero de 2022   | Acapulco              | Dura          | Jean-Julien Rojer         | Feliciano López Stefanos Tsitsipas     | 5-7, 4-6              |
| 5.  | 19 de mayo de 2024      | Roma                  | Tierra batida | Mate Pavić                | Marcel Granollers Horacio Zeballos     | 2-6, 2-6              |
| 6.  | 17 de noviembre de 2024 | ATP World Tour Finals | Dura (i)      | Mate Pavić                | Kevin Krawietz Tim Puetz               | 6-7(5), 6-7(6)        |
| 7.  | 3 de mayo de 2025       | Madrid                | Tierra batida | Mate Pavić                | Marcel Granollers Horacio Zeballos     | 4-6, 4-6              |

## Títulos Challenger; 21 (3 + 18)
| Leyenda               | Individuales | Dobles |
| --------------------- | ------------ | ------ |
| ATP Challenger Series | 3            | 18     |

### Individuales (3)
| No. | Fecha      | Torneo                        | Superficie    | Rival               | Resultado          |
| --- | ---------- | ----------------------------- | ------------- | ------------------- | ------------------ |
| 1.  | 04.09.2017 | Challenger de Bogotá          | Tierra batida | Daniel Elahi Galán  | 7-5, 6-4           |
| 2.  | 01.04.2018 | Challenger de San Luis Potosí | Tierra batida | Roberto Cid Subervi | 6–3, 6–7(3–7), 6–4 |
| 3.  | 22.04.2018 | Challenger de Guadalajara     | Dura          | Christopher Eubanks | 6-4, 5-7, 7-6      |

### Dobles (18)
| No. | Fecha      | Torneo                        | Superficie    | Pareja                    | Rival                                  | Resultado              |
| --- | ---------- | ----------------------------- | ------------- | ------------------------- | -------------------------------------- | ---------------------- |
| 1.  | 07.07.2013 | Challenger de Manta           | Dura          | Sergio Galdós             | Alejandro González Carlos Salamanca    | 6-3, 6-4               |
| 2.  | 12.11.2016 | Challenger de Bogotá          | Tierra batida | Sergio Galdós             | Ariel Behar Gonzalo Escobar            | 6-4, 6-1               |
| 3.  | 28.08.2017 | Challenger de Quito           | Tierra batida | Miguel Ángel Reyes-Varela | Nicolás Jarry Roberto Quiroz           | 4-6, 6-4, [10-7]       |
| 4.  | 04.09.2017 | Challenger de Bogotá          | Tierra batida | Miguel Ángel Reyes-Varela | Nikola Mektić Franko Škugor            | 6-3, 3-6, [10-6]       |
| 5.  | 11.09.2017 | Challenger de Cary            | Dura          | Miguel Ángel Reyes-Varela | Miķelis Lībietis Dennis Novikov        | 6-7(6), 7-6(1), [10-6] |
| 6.  | 20.10.2017 | Challenger de Cali            | Tierra batida | Miguel Ángel Reyes-Varela | Sergio Galdós Fabricio Neis            | 6-3, 6-4               |
| 7.  | 04.11.2017 | Challenger de Guayaquil       | Tierra batida | Miguel Ángel Reyes-Varela | Hugo Dellien Federico Zeballos         | 6-1, 6-7(7), [10-6]    |
| 8.  | 11.02.2018 | Challenger de San Francisco   | Dura (i)      | Roberto Maytín            | Luke Bambridge Joe Salisbury           | 6-3, 6-7(5), [10-7]    |
| 9.  | 01.04.2018 | Challenger de San Luis Potosí | Tierra batida | Miguel Ángel Reyes-Varela | Jay Clarke Kevin Krawietz              | 6–1, 6–4               |
| 10. | 22.04.2018 | Challenger de Guadalajara     | Hard          | Miguel Ángel Reyes-Varela | Brydan Klein Ruan Roelofse             | 7–6(7–3), 7–5          |
| 11. | 20.05.2018 | Challenger de Lisboa          | Tierra batida | Miguel Ángel Reyes-Varela | Tomasz Bednarek Hunter Reese           | 6–3, 3–6, [10–1]       |
| 12. | 05.08.2018 | Challenger de Monterrey       | Dura          | Jeevan Nedunchezhiyan     | Leander Paes Miguel Ángel Reyes-Varela | 6–1, 6–4               |
| 13. | 07.10.2018 | Challenger de Las Vegas       | Dura          | Roberto Maytín            | Robert Galloway Nathan Pasha           | 6–3, 6–3               |
| 14. | 21.04.2019 | Challenger de San Luis Potosí | Tierra batida | Miguel Ángel Reyes-Varela | Ariel Behar Roberto Quiroz             | 1–6, 6–4, [12–10]      |
| 15. | 11.08.2019 | Challenger de Aptos           | Dura          | Miguel Ángel Reyes-Varela | Nathan Pasha Max Schnur                | 5–7, 6–3, [10–8]       |
| 16. | 11.10.2020 | Challenger de Parma           | Tierra batida | Tomislav Brkic            | Ariel Behar Gonzalo Escobar            | 6-4, 6-4               |

## Títulos Futures

### Individuales (5)
| Leyenda                |
| ITF Futures Series (5) |

| No. | Fecha      | Torneo         | Superficie    | Oponente en la final | Resultado en la final |
| --- | ---------- | -------------- | ------------- | -------------------- | --------------------- |
| 1.  | 15.11.2009 | México F15     | Dura          | Roman Borvanov       | 6-3, 6-3              |
| 2.  | 21.11.2009 | El Salvador F2 | Tierra batida | Alex Jakupovic       | 7-6(2), 6-2           |
| 3.  | 27.05.2012 | México F8      | Dura          | Antoine Benneteau    | 7-6(5), 5-7, 6-2      |
| 4.  | 17.06.2012 | Perú F4        | Tierra batida | Marcelo Demoliner    | 6-4, 7-5              |
| 5.  | 16.06.2013 | USA F14        | Tierra batida | Fernando Romboli     | 6-3, 7-6(5)           |

## Dobles
| Torneo                    | 2015         | 2016         | 2017         | 2018         | 2019         | 2020         | 2021         | 2022 | 2023 | 2024 | 2025 | Torneos    | G–P        | % de victorias |
| ------------------------- | ------------ | ------------ | ------------ | ------------ | ------------ | ------------ | ------------ | ---- | ---- | ---- | ---- | ---------- | ---------- | -------------- |
| Torneos de Grand Slam     |              |              |              |              |              |              |              |      |      |      |      |            |            |                |
| Abierto de Australia      | A            | A            | A            | A            | 2R           | CF           | CF           | 1R   | CF   | 3R   | CF   | 0 / 7      | 15–7       | 68%            |
| Roland Garros             | A            | A            | A            | 3R           | 1R           | 2R           | 3R           | G    | CF   | G    |      | 2 / 7      | 20–5       | 80%            |
| Wimbledon                 | A            | 1R           | A            | 2R           | 2R           | ND           | A            | 1R   | 2R   | CF   |      | 0 / 6      | 6–6        | 50%            |
| Abierto de Estados Unidos | A            | A            | A            | 1R           | 3R           | 1R           | 1R           | SF   | 3R   | SF   |      | 0 / 7      | 9–7        | 56%            |
| Ganados–Perdidos          | 0–0          | 0–1          | 0–0          | 3–3          | 4–4          | 4–3          | 5–3          | 10–3 | 9–4  | 12–3 | 3-1  | 2 / 27     | 50–25      | 68%            |
| Finales de ATP            |              |              |              |              |              |              |              |      |      |      |      |            |            |                |
| ATP Finals                | No clasificó | No clasificó | No clasificó | No clasificó | No clasificó | No clasificó | No clasificó | RR   | NC   | F    |      | 0 / 2      | 4–4        | 50%            |
| ATP Masters 1000          |              |              |              |              |              |              |              |      |      |      |      |            |            |                |
| Masters de Indian Wells   | A            | A            | A            | A            | A            | ND           | 2R           | 2R   | 1R   | 2R   | G    | 1 / 5      | 8–4        | 67%            |
| Masters de Miami          | A            | A            | A            | A            | A            | ND           | CF           | 1R   | 1R   | 2R   | G    | 1 / 5      | 8–4        | 67%            |
| Masters de Montecarlo     | A            | A            | A            | A            | A            | ND           | A            | SF   | QF   | SF   |      | 0 / 3      | 7–3        | 70%            |
| Masters de Madrid         | A            | A            | A            | A            | A            | ND           | A            | A    | SF   | 2R   |      | 0 / 2      | 3–2        | 60%            |
| Masters de Roma           | A            | A            | A            | A            | A            | A            | SF           | 1R   | 1R   | F    |      | 0 / 4      | 7–4        | 64%            |
| Masters de Canadá         | A            | A            | A            | A            | A            | ND           | A            | CF   | G    | SF   |      | 1 / 3      | 7–2        | 78%            |
| Masters de Cincinnati     | A            | A            | A            | A            | A            | A            | SF           | CF   | 2R   | G    |      | 1 / 4      | 9–3        | 75%            |
| Masters de Shanghái       | A            | A            | A            | A            | A            | ND           | ND           | ND   | CF   | 1R   |      | 0 / 2      | 2–2        | 50%            |
| Masters de París          | A            | A            | A            | A            | A            | 2R           | A            | 2R   | 2R   | 2R   |      | 0 / 4      | 1–4        | 20%            |
| Ganados-Perdidos          | 0–0          | 0–0          | 0–0          | 0–0          | 0–0          | 1–1          | 9–4          | 5–7  | 12–8 | 15–8 | 10-0 | 4 / 32     | 51–28      | 65%            |
| Estadisiticas de Carrera  |              |              |              |              |              |              |              |      |      |      |      |            |            |                |
| Titulos                   | 0            | 0            | 0            | 1            | 0            | 0            | 1            | 4    | 3    | 4    | 2    | 15         | 15         | 15             |
| Finales                   | 0            | 0            | 0            | 2            | 1            | 1            | 1            | 5    | 3    | 5    | 2    | 20         | 20         | 20             |
| Year-end Ranking          | 190          | 119          | 110          | 54           | 71           | 52           | 31           | 6    | 19   | 1    |      | $3,342,706 | $3,342,706 | $3,342,706     |

## Dobles Mixtos
| Torneo                    | 2021 | 2022 | 2023 | 2024 | 2025 | Torneos | G–P   |
| ------------------------- | ---- | ---- | ---- | ---- | ---- | ------- | ----- |
| Abierto de Australia      | A    | 2R   | 2R   | 1R   | 2R   | 0 / 4   | 3–4   |
| Roland Garros             | A    | 1R   | CF   | CF   |      | 0 / 3   | 4–3   |
| Wimbledon                 | A    | 1R   | CF   | 1R   |      | 0 / 3   | 2–3   |
| Abierto de Estados Unidos | F    | 1R   | 2R   | 1R   |      | 0 / 4   | 5–4   |
| Win–loss                  | 4–1  | 1–4  | 6–4  | 2–4  | 1-1  | 0 / 14  | 14–14 |

1. ↑  «http://www.atpworldtour.com/Tennis/Players/Ar/M/Marcelo-Arevalo.aspx».
2. ↑  «http://www.itftennis.com/procircuit/players/player/profile.aspx?playerid=100066161».
3. ↑  «http://es.atpworldtour.com/Rankings/Singles.aspx?d=29.07.2013&r=0&c=ESA#».
4. ↑  Ventura, Juan (29 de marzo de 2021). «Marcelo Arévalo se supera: avanza a cuartos de final del Miami Open en dobles». Diario El Mundo. Consultado el 18 de enero de 2025.
5. ↑  «Marcelo Arévalo va tras las semifinales en el Abierto de Australia». Diario El Salvador. 13 de enero de 2025. Consultado el 18 de enero de 2025.
6. ↑  «Granollers, en la final de dobles del Masters 1.000 de Cincinnati». Mundo Deportivo. 22 de agosto de 2021. Consultado el 18 de enero de 2025.
7. ↑  «Chelo Arévalo se quedó a un paso de la final del US Open». Noticias de El Salvador - Noticias de El Salvador, noticias internacionales, salvadoreños por el mundo, economia, negocios, politica, deportes, entretenimiento, tecnologia, turismo, tendencias, fotos, videos, redes sociales. Consultado el 18 de enero de 2025.
8. ↑  «Marcelo Arévalo se consagra campeón en Dallas». El Gráfico. Archivado desde el original el 1 de octubre de 2022. Consultado el 18 de enero de 2025.
9. ↑  «Marcelo Arévalo y el neerlandés Jean-Julien Rojer se coronaron campeones en el torneo de dobles ATP 250 de Dallas». Diario La Página. 14 de febrero de 2022. Consultado el 18 de enero de 2025.
10. ↑  «Marcelo Arévalo gana título ATP 250 en Estados Unidos | Radio Cadena YSKL 104.1 FM». radioyskl.com. Consultado el 18 de enero de 2025.
11. ↑  «Arévalo y Rojer se coronan en Roland Garros 2022 en una final histórica». Puntodebreak.com. Consultado el 18 de enero de 2025.
12. ↑  Univision. «El tenista salvadoreño Marcelo Arévalo hace historia al ganar un Grand Slam». Univision. Archivado desde el original el 15 de junio de 2022. Consultado el 18 de enero de 2025.
13. ↑  «Arévalo Y Rojer Conquistan El Título En Toronto | ATP Tour | Tennis». ATP Tour. Consultado el 18 de enero de 2025.
14. ↑  «Marcelo Arévalo Y Jean-Julien Rojer Ya Están En La Final De Toronto | ATP Tour | Tennis». ATP Tour. Consultado el 18 de enero de 2025.
15. ↑  «Marcelo Arévalo y Mate Pavic son los campeones de dobles en Roland Garros | ATP Tour | Tennis». ATP Tour. Consultado el 18 de enero de 2025.
16. ↑  «Arévalo y Pavic se lucen y son los campeones de Cincinnati | ATP Tour | Tennis». ATP Tour. Consultado el 18 de enero de 2025.
17. ↑  «Marcelo Arévalo y Mate Pavic son la primera pareja clasificada a las Nitto ATP Finals | ATP Tour | Tennis». ATP Tour. Consultado el 18 de enero de 2025.
18. ↑  «Marcelo Arévalo y Mate Pavic logran el No. 1 al final del año | ATP Tour | Tennis». ATP Tour. Consultado el 18 de enero de 2025.
19. ↑  «Kevin Krawietz y Tim Puetz se proclaman campeones en Turín | ATP Tour | Tennis». ATP Tour. Consultado el 18 de enero de 2025.
20. ↑  Planned for playing alongside Jean-Julien Rojer but they withdrew in the last minute. As a result, no alternates were chosen.